# Muleshoe, Texas
Muleshoe là một thành phố thuộc quận Bailey, tiểu bang Texas, Hoa Kỳ. Năm 2010, dân số của xã này là 5158 người.

## Dân số
- Dân số năm 2000: 4530 người.
- Dân số năm 2010: 5158 người.